# Lipocarpha hemisphaerica
Lipocarpha hemisphaerica là loài thực vật có hoa trong họ Cói. Loài này được (Roth) Goetgh. mô tả khoa học đầu tiên năm 1989.